# Clemens Lenné
Clemens Joseph Lenné (* 13. Juni 1793 in Bonn; † 6. Juni 1882 in Koblenz) war ein preußischer Steuerkontrolleur und Geheimer Rechnungsrat, der im Jahr 1852 auftragsweise die Aufgaben des Landrates im Kreis Mayen wahrnahm.

## Leben
Clemens Lenné war ein Sohn des Gartendirektors Peter Joseph Lenné. Ab 1814 war er als Kontrolleur der direkten Steuern für die Kreise Mayen, Koblenz und Ahrweiler zuständig. Im Weiteren war er als Steuerrat in Saffig ansässig und zuletzt im Rang eines Rechnungsrats tätig. Nach dem Abschied von Ludwig Delius und vor der Amtsübernahme durch Eduard Graf von Keller versah Lenné vom 26. Mai bis November 1852 auftragsweise die Verwaltung des Kreises Mayen. Seitens seines Dienstherren wurde er mit dem Charakter eines Geheimrats geehrt. Er war verheiratet. Peter Joseph Lenné war einer seiner älteren Brüder.